# Pupilloidei
Pupilloidei zijn een infraorde van weekdieren uit de klasse van de Gastropoda (slakken).

## Superfamilies
- Pupilloidea W. Turton, 1831
  - = Achatinelloidea Gulick, 1873
  - = Cochlicopoidea Pilsbry, 1900 (1879)
  - = Enoidea B. B. Woodward, 1903 (1880)
  - = Partuloidea Pilsbry, 1900